# Малдун, Пол
Пол Малдун (англ. Paul Muldoon, родился 20 июня 1951 года, Портадаун, графство Арма, Северная Ирландия) — ирландский поэт, пишет на английском языке.

## Биография
Изучал литературу в Королевском университете Белфаста, одним из его преподавателей был Шеймас Хини. Работал на Би-Би-Си. С 1987 году живет в США, преподает литературу в Принстоне.

## Творчество
Автобиографичная поэзия Малдуна богата по языку, изобретательна по метафорике. Он мастерски владеет стихотворной техникой, обращается к строгим поэтическим формам, практикует верлибр. Кроме стихов и эссе, Малдун написал несколько оперных либретто для американского композитора Дэрона Хагена, сборников стихов для детей. Переводит ирландскую литературу, перевел комедию Аристофана «Птицы».

## Признание
Уже первая книга поэта "Новая погода" (1973) обратила на себя внимание. Сегодня он — один из крупнейших и наиболее известных мастеров своего поколения. Его стихотворения переведены на многие языки. Ему присуждены премия Т.С.Элиота (1994), Международная поэтическая премия Гриффина (2003), Пулитцеровская премия (2003), Шекспировская премия (2004), Аспеновская поэтическая премия (2005), Европейская поэтическая премия (2006) и др.
- Почётный доктор (DLitt) Сент-Эндрюсского университета (2012)

## Произведения
- New Weather (1973)
- Mules (1977)
- Why Brownlee Left (1980)
- Quoof (1983)
- Meeting the British (1987)
- Madoc: A Mystery (1990)
- The Annals of Chile (1994)
- Kerry Slides (1996, с фотографиями Билла Дойла)
- Hay (1998)
- Moy Sand and Gravel (2002)
- Reverse Flannery: Magical Tales of Ireland (2003)
- Medley for Morin Khur (2005)
- Sixty Instant Messages to Tom Moore (2005)
- Horse Latitudes (2006, шорт-лист премии Т.С. Элиота)
- General Admission (2006)
- The End of the Poem (2006, Оксфордские лекции о поэзии)
- When the Pie Was Opened (2008)
- Plan B (2009)
- Maggot (2010)
- The Word on the Street (2013)

## Сводные издания
- Selected Poems 1968—1986 (1987)
- Poems 1968—1998 (2001)

## Публикации на русском языке
- Мёд и мазут. Шесть ирландских поэтов. М.: Б.С.Г.-Пресс, 2000
- Стихи // Иностранная литература, 2007, № 6, с. 121—123.